# گوینزلینگ
گوینزلینگ (به فرانسوی: Guinzeling) یک کمون در فرانسه است که در Canton of Albestroff واقع شده‌است.

## خصوصیات
گوینزلینگ ۴٫۸۳ کیلومترمربع مساحت و ۶۵ نفر جمعیت دارد و ۲۳۰ متر بالاتر از سطح دریا واقع شده‌است.